# Éruption minoenne
L’éruption minoenne, également appelée éruption de Théra ou éruption de Santorin est l'éruption plinienne de l'île volcanique de Théra qui s'est déroulée vers 1610 av. J.-C. Les îles de Santorin, Thirassía et Asprónissi sont les vestiges de l'île de Théra.
Le volcan fait partie de l'arc égéen, arc volcanique résultant de la subduction de la plaque africaine sous la plaque de la mer Égée.
Bien qu'il n'y ait pas de sources claires décrivant l'évènement, il est possible que la stèle de la tempête décrive les conséquences de l'éruption. Il est également possible que les Annales de Bambou décrivent les conséquences de l'hiver volcanique qui suit l'éruption : il est rapporté un ciel jaune inhabituel et un gel d'été au début de la dynastie Shang.

## Datation
La date précise de l'éruption reste débattue, la datation traditionnelle vers 1500 ou 1550-1540 av. J.-C., établie par l'étude comparée des styles de céramique, a été remise en cause par l'utilisation d'autres méthodes (carbone 14, dendrochronologie) qui indiquent des dates plus anciennes. Les diverses propositions de datations convergent vers une période située entre 1628 et 1600 av. J.-C.,. Les travaux plus récents dirigés par S. Manning combinant différentes méthodes de datation orientent vers la fourchette chronologique allant de 1620 à 1560, avec une plausibilité plus forte sur la période 1606-1589 av J.-C.. L'éruption ayant laissé des traces dans une partie du bassin méditerranéen, la confirmation de ces datations pourrait amener à modifier les chronologies relatives des civilisations de la région. On retrouve ainsi des traces des éjectas de l'éruption et les dépôts marins des tsunamis dans les sites archéologiques de tout l'est des rivages de la Méditerranée, ce qui fournit une couche stratigraphique de référence.
La période de l'année durant laquelle l'éruption s'est produite est en revanche connue : juin-juillet. C'est l'analyse du contenu de jarres ensevelies, des cycles de vie d'insectes et des méthodes de culture locales qui ont permis de la déterminer précisément,.

## Déroulement

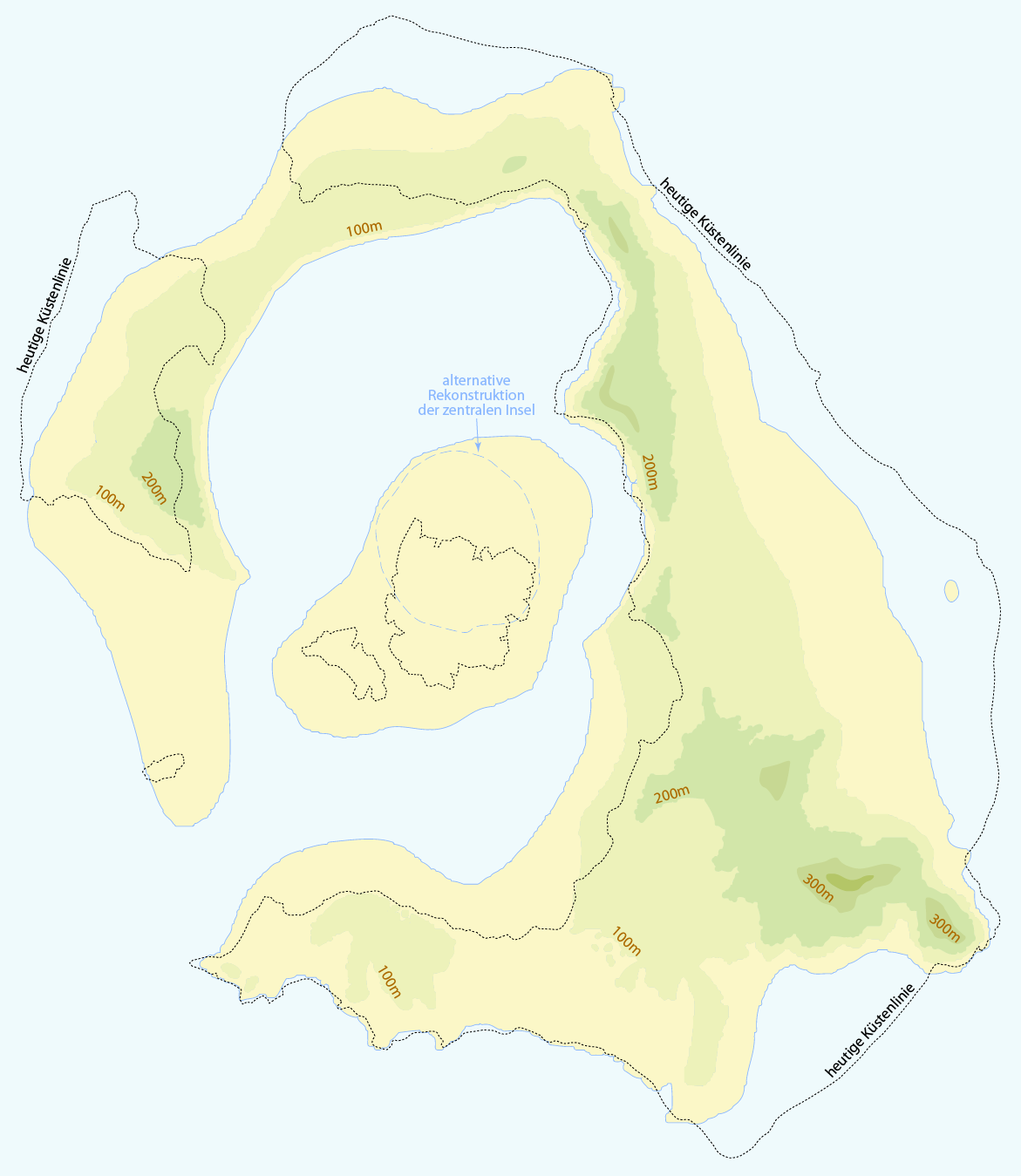
Proposition de restitution de la morphologie de l'île de Thera à l'âge du bronze, avant l'éruption et sa destruction partielle (en pointillés noirs, les côtes actuelles), selon Timothy H. Druitt et Vincenzo Francaviglia (1991).

De précédentes éruptions s'étaient déjà produites auparavant, dont l'une, 18 000 ans plus tôt, serait à l'origine de l'affaissement de la caldeira et de la fragmentation de l'île : la chambre magmatique s'étant alors vidée, le toit du volcan se serait effondré sous le poids des débris. Une cavité de plusieurs centaines de mètres de profondeur se serait créée en dessous du niveau de la mer, puis un nouveau cône s'est constitué au centre : c'est lui qui est entré en activité à l'époque minoenne, il y a 3 600 ans.
À ce moment, le volcan s'est réveillé en moins de cent ans selon la chronologie déterminée par le taux de diffusion et de rééquilibrage des différents éléments dans les plagioclases de ponces.
Cette éruption semble avoir été plus importante que ce que l'on a longtemps pensé : l'indice d'explosivité volcanique est estimé entre 6 et 7 (densité équivalente de roche = 60 km3),, 40 à 60 km3 de magma auraient été rejetés sous la forme d'une nuée ardente.
On a longtemps supposé que la caldeira et les îles de Santorin, Thirassía et Asprónissi résultaient de l'effondrement de la partie centrale du volcan au moment de cette éruption. Cependant, l'étude des coulées magmatiques indique leur présence tant sur les versants extérieurs que sur la paroi intérieure du cratère moderne. On peut en déduire que l'archipel avait déjà, au début du IIe millénaire av. J.-C. sensiblement la même apparence qu'aujourd'hui. C'est il y a 21 600 ans que l'effondrement s'est produit : lors de l'éruption minoenne, la matière volcanique émise a rempli en partie la caldeira effondrée et envahie par la mer, et couvert les versants.
L'éruption a provoqué un tsunami de grande ampleur qui a affecté la partie orientale de la mer Méditerranée. D'après les tsunamis plus récents observés, on estime qu'au moins trois vagues successives d'une vingtaine de mètres de hauteur sont entrées sur des centaines de mètres à l'intérieur de la Crète.

## Effets sur le monde égéen
L'éruption et le tsunami ont détruit les ports et les villes de la culture minoenne qui existaient à l'époque sur l'île et en Crète et dont on a retrouvé les ruines sur le site d'Akrotiri dans l'île de Santorin. La ville de Cnossos, à l'intérieur des terres crétoises, fut épargnée.
La théorie selon laquelle c'est la catastrophe volcanique qui aurait subitement détruit la civilisation minoenne, exposée notamment par Spyrídon Marinátos, est aujourd'hui relativisée : la catastrophe aurait seulement affaibli les Minoens, mais ce sont les envahisseurs qui en ont profité, notamment mycéniens, qui ont fini par les absorber. Quoi qu'il en soit, les conséquences indirectes d'une éruption aussi puissante sur toutes les civilisations de la région furent importantes, bien qu'elles soient toujours débattues.

## L'éruption dans la culture
Faute de textes précis, il est difficile de faire des corrélations géologiques ou archéologiques indiscutables entre l’éruption et ses conséquences, et les différents mythes auxquels on veut la rattacher,. L'impact global de l'éruption, en particulier climatique, fait aujourd'hui l'objet d'évaluations scientifiques plus mesurées, nuancées et précises,. Cela n'empêche pas le mythe d'être très présent dans l'imaginaire humain, et plus encore à l'époque moderne que dans les périodes antérieures. Toutes les hypothèses ci-dessous sont cependant loin de faire l'unanimité.

### Annales de Bambou
Certains chercheurs ont interprété une description dans les archives chinoises évoquant la chute de la dynastie Xia à la fin du XVIIe siècle av. J.-C. comme les conséquences de l'hiver volcanique de l'éruption minoenne. Selon les Annales de Bambou, l'effondrement de la dynastie Xia et la montée de la dynastie Shang (approximativement vers 1618 av. J.-C.) s'accompagnent de « brouillard jaune, d'un léger soleil, puis de trois soleils, de gel en juillet, de la famine et du fléchage des cinq céréales ».

### Titanomachie
Cette éruption volcanique a peut-être inspiré les mythes de la titanomachie rapportés par Hésiode dans la Théogonie. Le texte d'Hésiode a été comparé à l'activité volcanique, assimilant la foudre de Zeus à la foudre volcanique, la terre et la mer bouillantes à la rupture de la chambre magmatique, la flamme et la chaleur immenses à des preuves d'éruption phréatique.

### Atlantide
D'après Spyrídon Marinátos et d'autres auteurs, cette éruption, et d'autres plus récentes dans le sud de l'Italie, pourraient être à l'origine de mythes qui ont pu inspirer Platon pour son récit de l'Atlantide. Ce point de vue est relayé au sein du grand public notamment par le programme télévisé Atlantis (en) de la BBC.

### Livre de l'Exode
La géologue Barbara J. Sivertsen cherche à établir un lien entre l'éruption minoenne et l'exode des israélites dans la Bible. En effet, la description biblique des dix plaies d'Égypte peut correspondre aux effets d'une éruption de grande ampleur sur l'environnement. 

### Déluge de Deucalion
Une hypothèse, peu reprise par la recherche contemporaine, évoque le fait que le déluge de Deucalion aurait été inspiré par des inondations consécutives à l'éruption volcanique. La Chronique de Paros date ce déluge mythologique vers 1528-1527 av. J.-C.

### Bicaméralité
Avec l'hypothèse controversée de la bicaméralité, Julian Jaynes soutient que l'éruption minoenne est un évènement important dans le développement de la conscience humaine puisque les déplacements qu'elle a causés auraient conduit à de nouvelles interactions entre les communautés.